# Чахтицький замок
Чахтицький замок (словац. Čachtický hrad, нім. Burg Schächtitz, угор. Csejte vára), руїни замку в Чахтицях, Західна Словаччина. Відомий завдяки сумнозвісній «Чахтицькій пані» — Єлизаветі — Ержбет Баторій.

## Розташування
Чахтицький замок знаходиться на заході Словаччини, недалеко від кордону з Чехією, поблизу села Чахтице, на пагорбі заввишки 375 м. 

## Історія

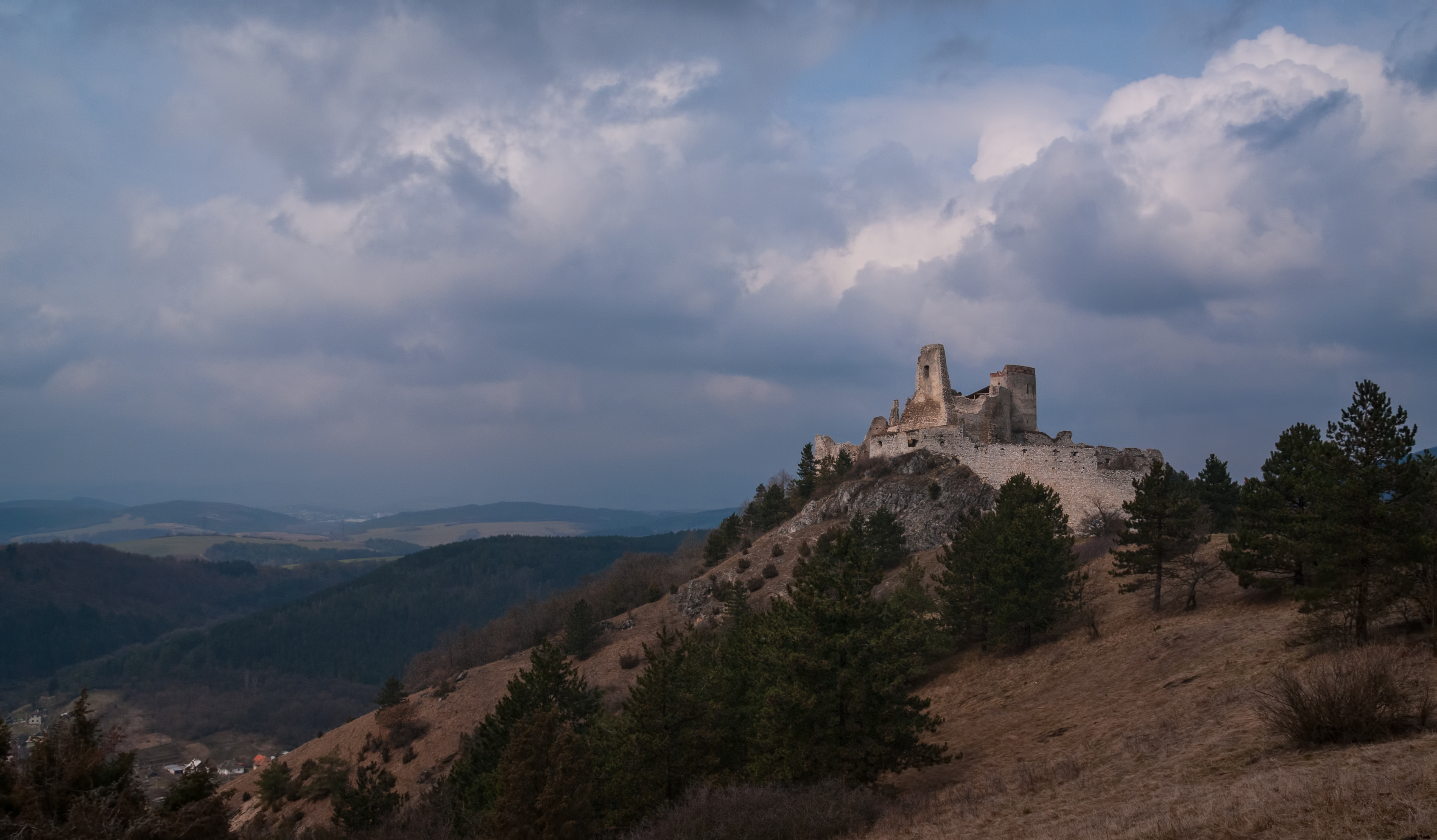

Чахтицький замок був побудований в середині XIII століття Казимиром Гонт-Пазмані як вартовий пост на шляху в Моравію. Пізніше замок належав Матуш Чаку. У 1392 року власником став Стібор з Стіборіц, з 1569 р. власниками стала сім'я Надашдь. 
Замок був резиденцією, а згодом і місцем ув'язнення кривавої графині Єлизавети Баторій. За легендою угорська графиня Єлизавета Баторій між 1585—1610 роками замучила і убила від 30 до 650 дівчат-селянок. 
У 1273 році замок пошкоджений під час облоги чеським королем Пржемислом Оттокаром II. 
У 1708 році замок взяли куруци Ференца Ракоці і зруйнували його. З цього часу замок у руїнах.

## Галерея

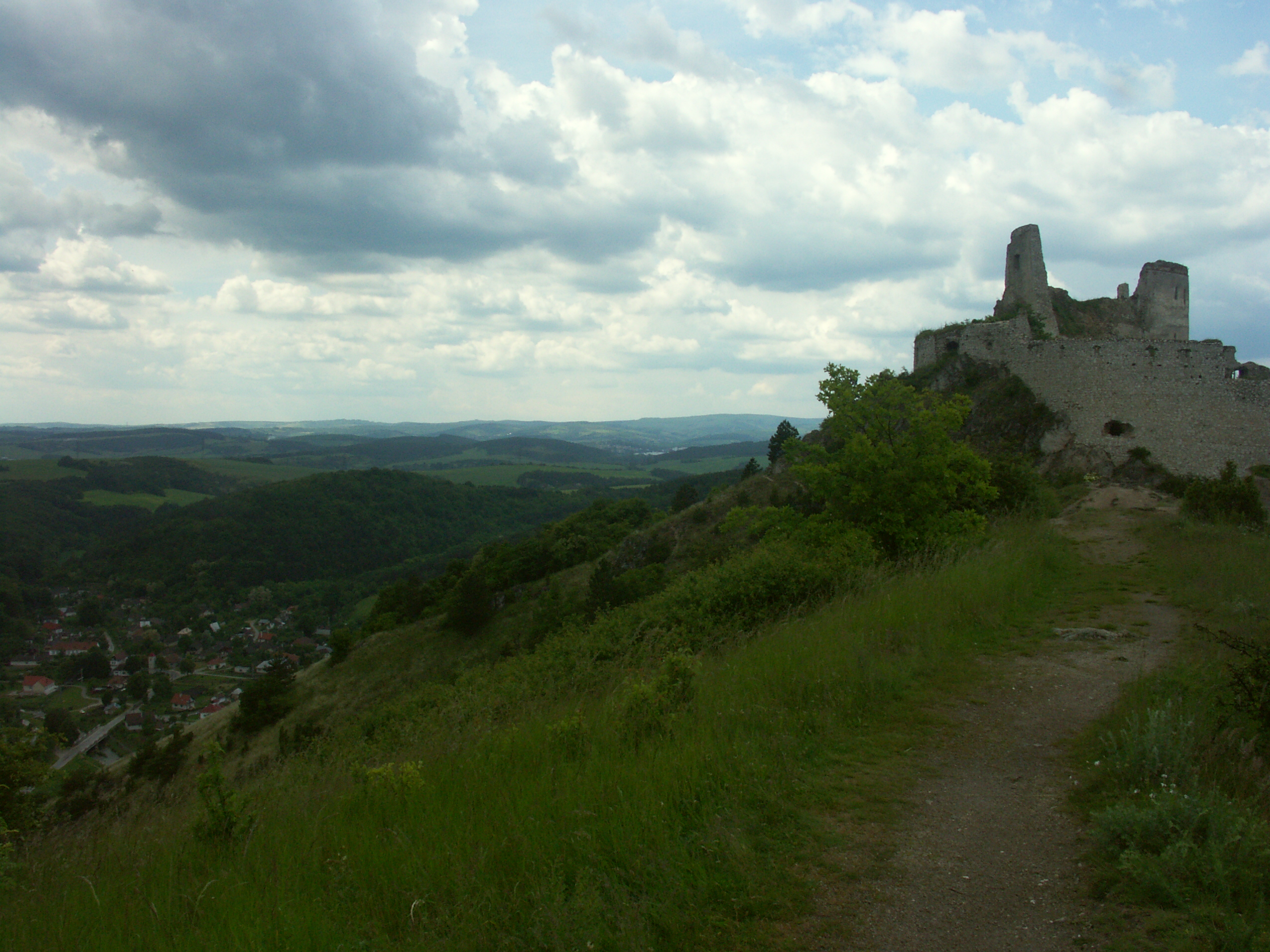
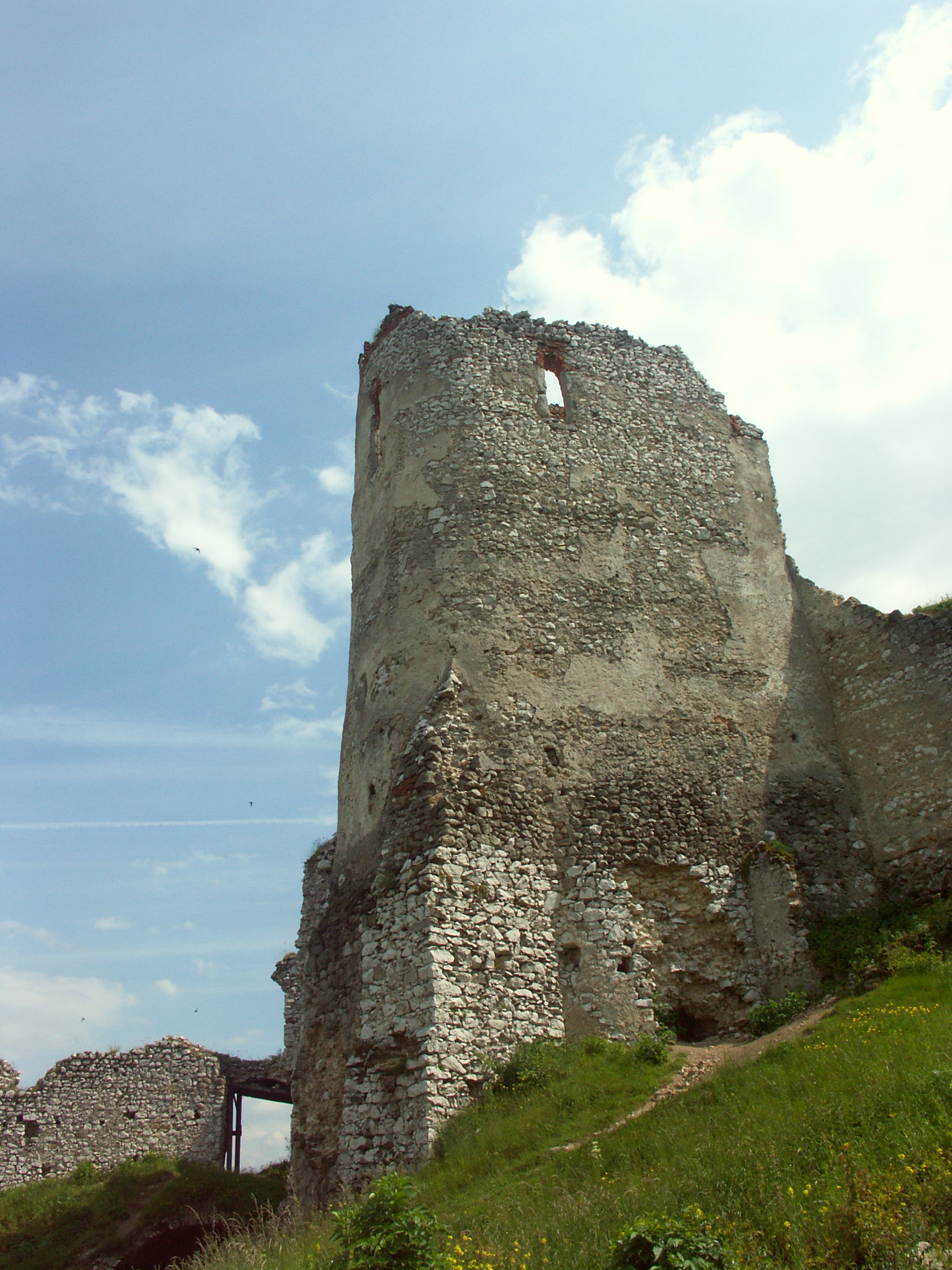
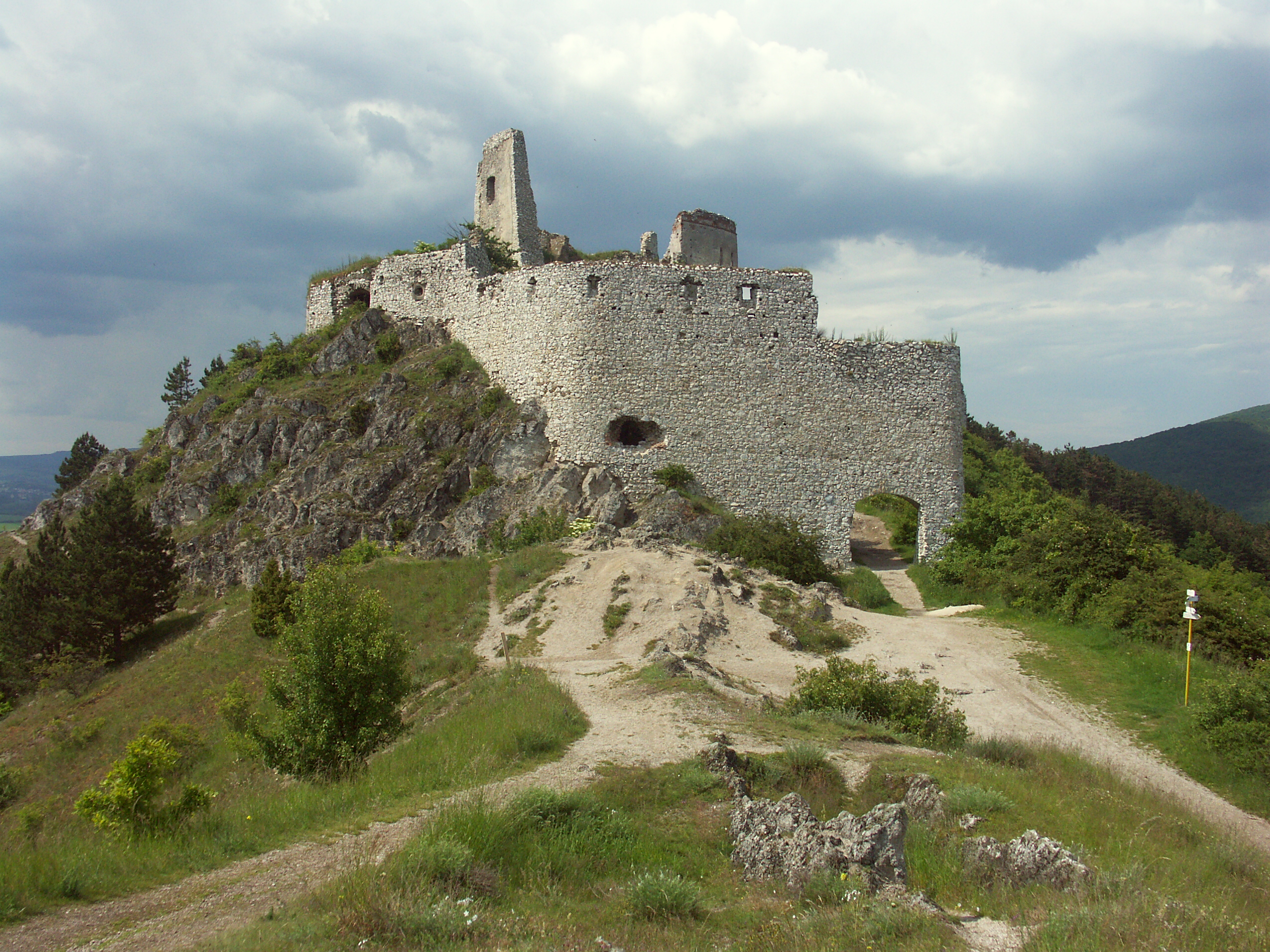
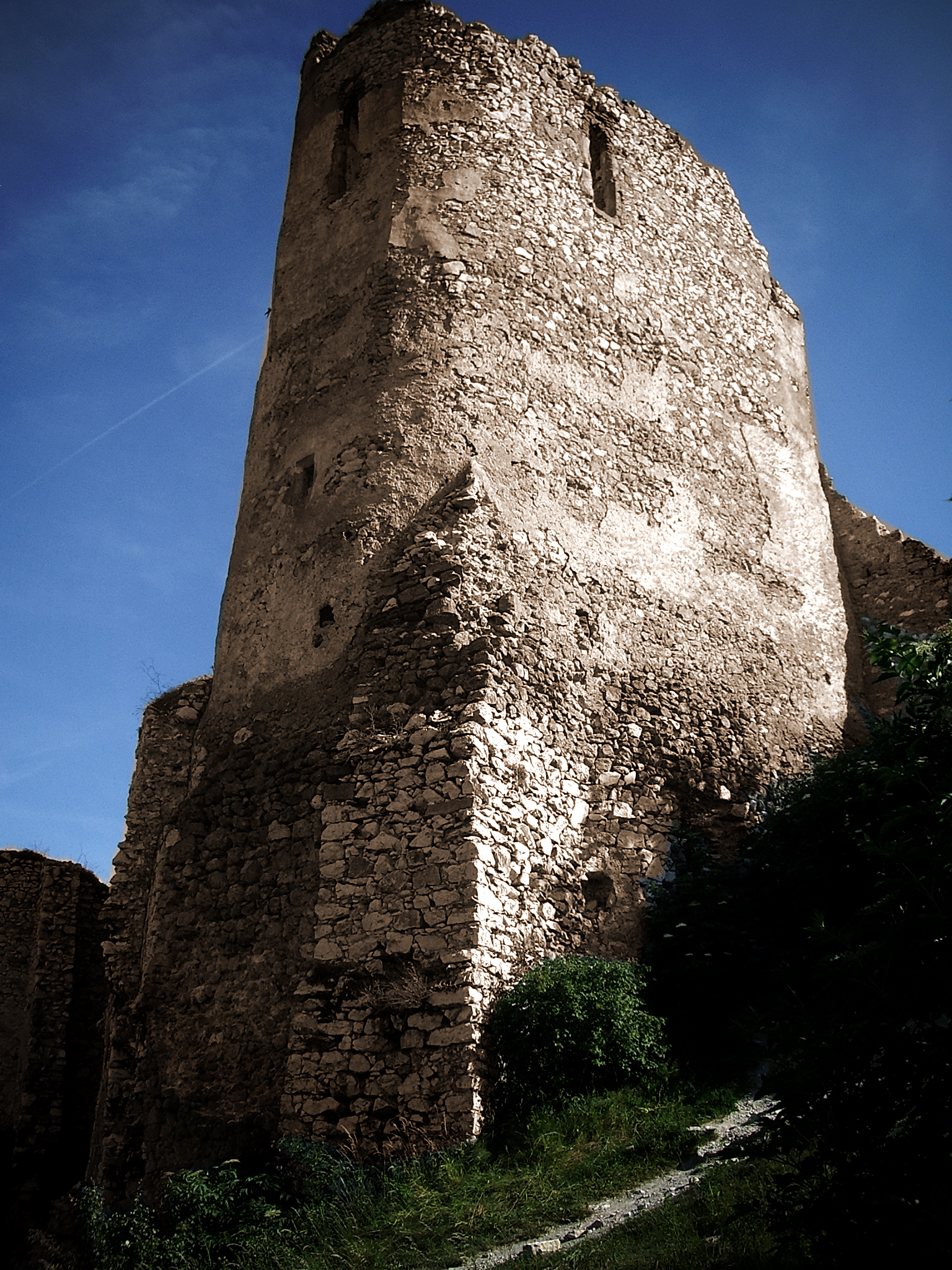
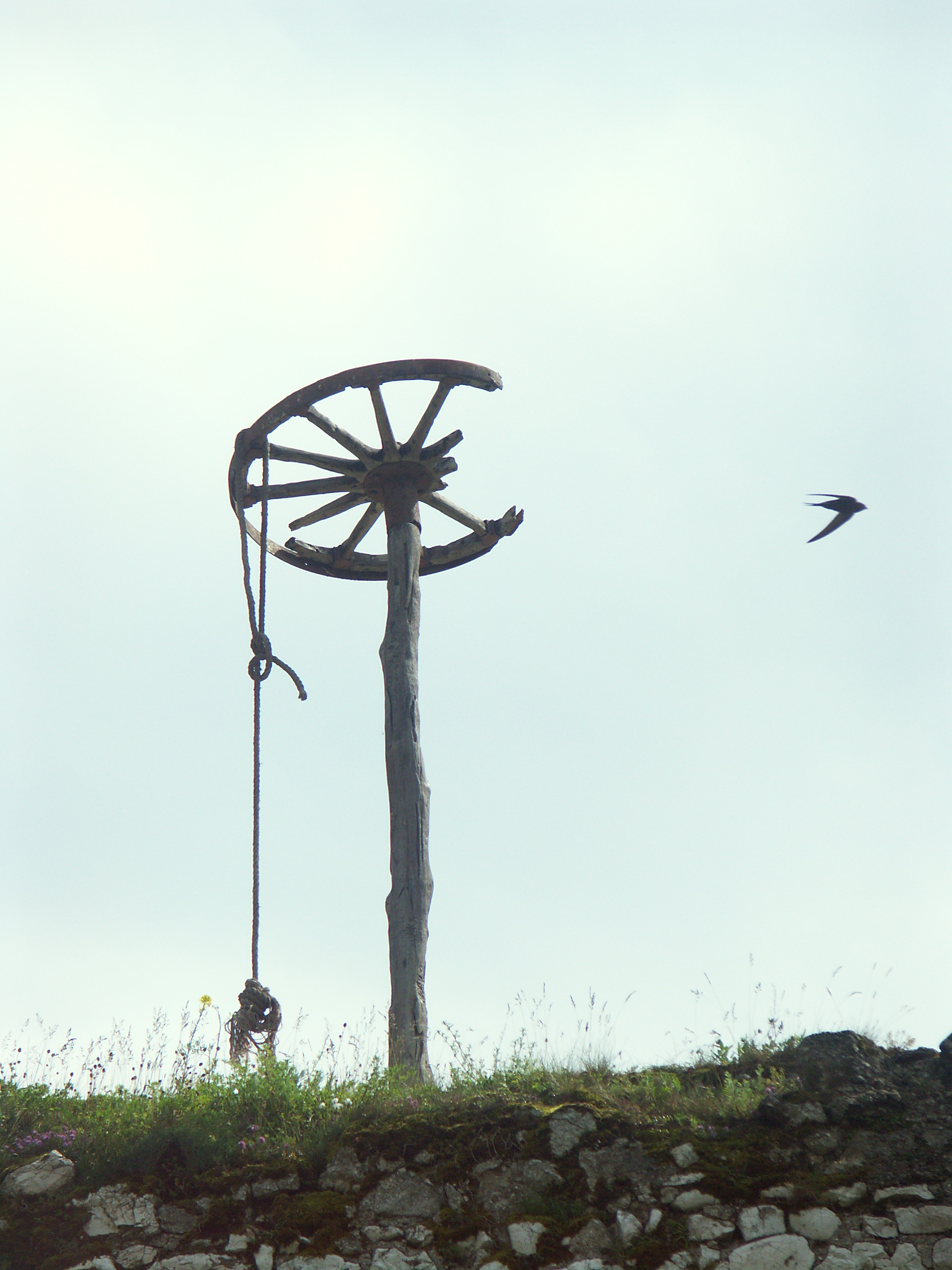
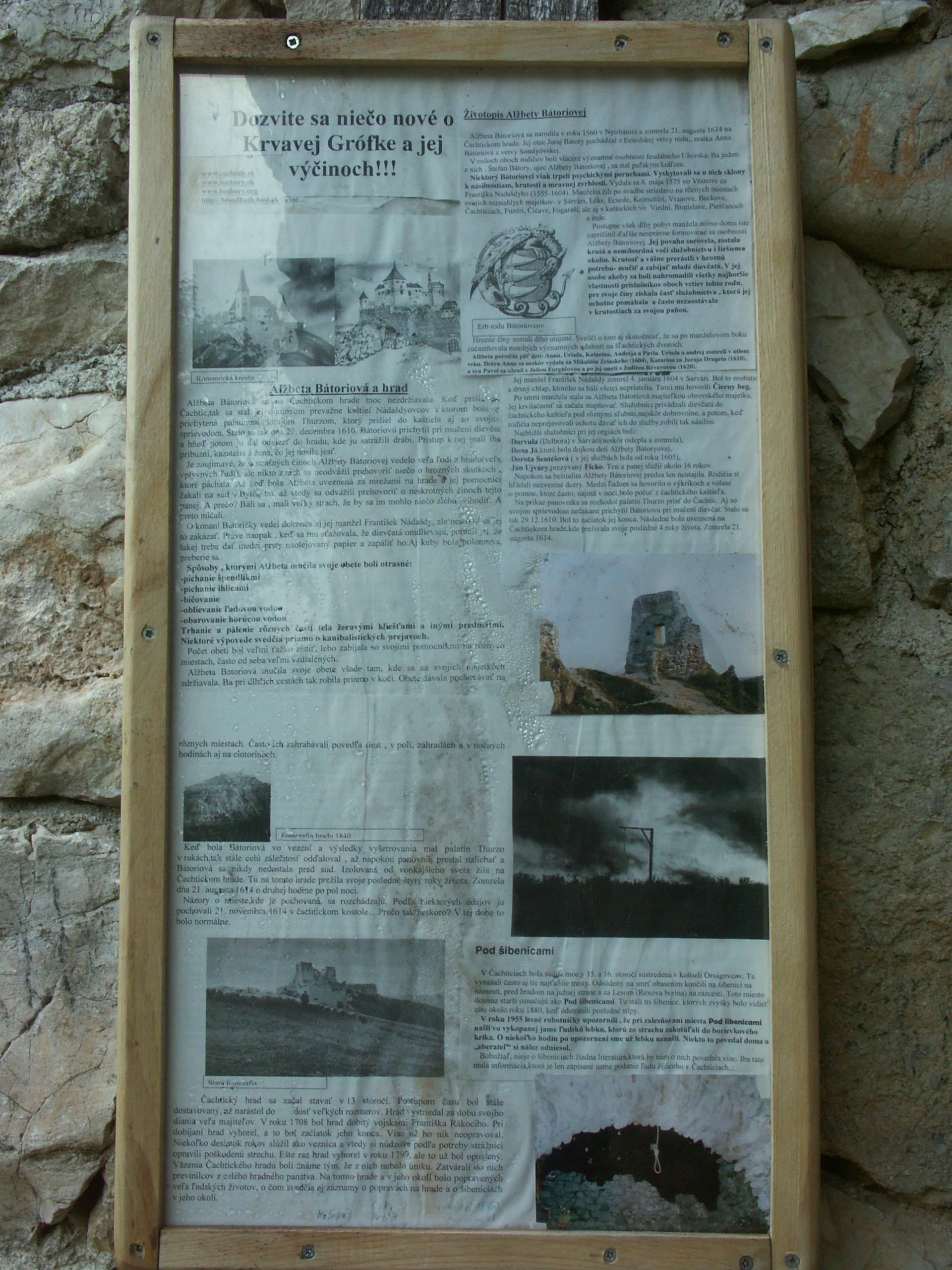
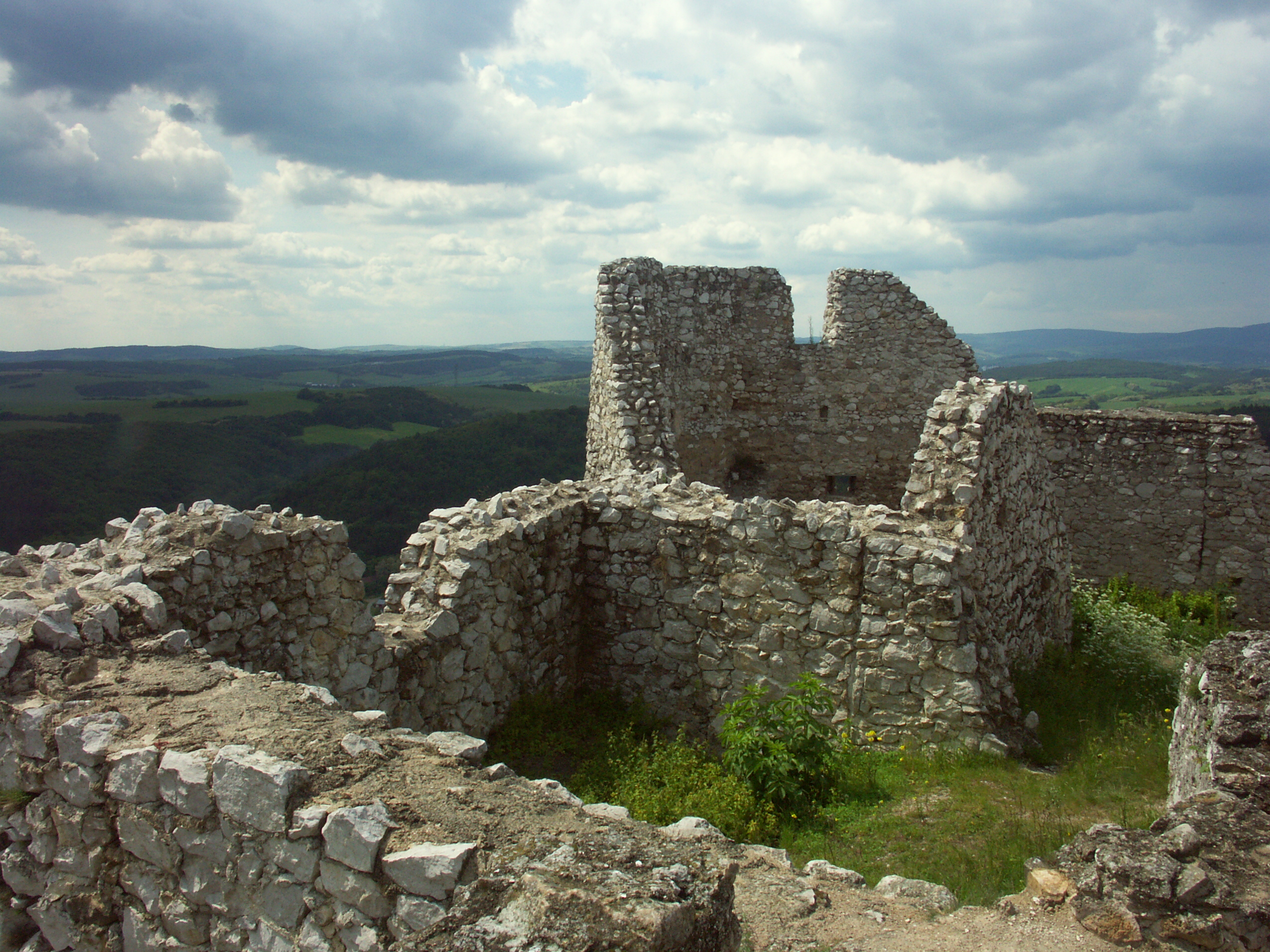
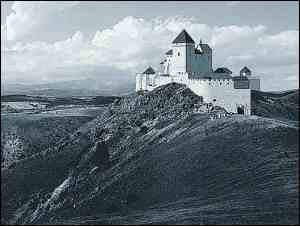
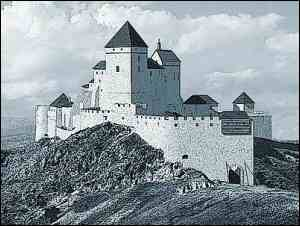
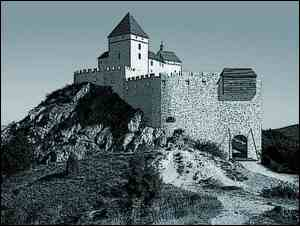
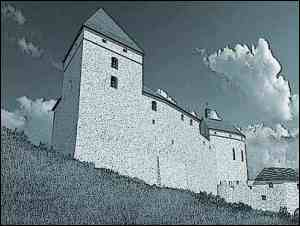
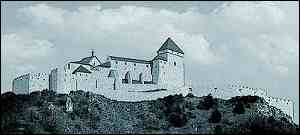